# Lista de países por produção de bismuto
Esta é uma lista de países por produção de bismuto em 2009, baseada nos dados do Serviço Geológico dos Estados Unidos publicadas em abril de 2010.
| Rank | País/Região | Produção de Minério de Bismuto (Toneladas) | Produção de Bismuto Refinado (Toneladas) |
| ---- | ----------- | ------------------------------------------ | ---------------------------------------- |
| -    | Mundo       | 8,200                                      | 15,000                                   |
| 1    | China       | 6,000                                      | 12,000                                   |
| 2    | Peru        | 960                                        | 600                                      |
| 3    | México      | 854                                        | 854                                      |
| 4    | Cazaquistão | 150                                        | 125                                      |
| 5    | Canadá      | 86                                         | 150                                      |
| 6    | Rússia      | 65                                         | 12                                       |
| 7    | Bolívia     | 50                                         | 100                                      |
| 8    | Bulgária    | 45[1]                                      | 30[1]                                    |
| 9    | Roménia     | 40                                         | 30[1]                                    |
| 10   | Japão       | 21                                         | 420                                      |
| 11   | Bélgica     | 0                                          | 800                                      |
| 12   | Itália      | 0                                          | 5                                        |

Fonte: United States Geological Survey Mineral Resources Program April 10, 2010